# Malajnica
Malajnica (serb. Малајница/Malajnica) ist ein Dorf in der Gemeinde Opština Negotin und im Bezirk Bor in Ostserbien.

## Geschichte und verschiedene Namen
Malajnica grenzt an den Fluss Zamne. Schon im 16. Jahrhundert wird das Dorf erwähnt, allerdings unter dem Namen Milajnica. Auf diversen Karten wird die Ortschaft auch als Milanic, 1811 als Malasnica und auf anderen Karten als Milaonac angegeben.

## Einwohner
Laut Volkszählung 2002 (Eigennennung) gab es in diesem Dorf 683 Einwohner.
Weitere Volkszählungen:
- 1948: 1.244
- 1953: 1.225
- 1961: 1.227
- 1971: 1.137
- 1981: 1.012
- 1991: 971